# Westmere微架构
Intel Westmere（原名Nehalem-C）是Nehalem微架构的32nm制程版本，基于Westmere微架构的处理器于2010年1月7日首发。

## 技术特点
Westmere相对于Nehalem的改进：
- 原生六核心（代号Gulftown）和原生十核心（代号Westmere-EX）。[1][2]
- 新增AES（Advanced Encryption Standard，高级加密标准）指令集，与此前相比AES加密/解密之性能高出3倍。[3]
  - AES指令集或AES-NI提供了7条实现AES加密/解密算法的指令。其中一条称为PCLMULQDQ（参见CLMUL指令集）以实现密码乘法。[4]这些指令集将使处理器可实现硬件加速的加密/解密而不必像此前的处理器使用慢速的软件加速，同时也可实现对可运行程序的攻击保护。
- 集成图形处理核心（GPU）。但并不是整个显示核心像AMD Fusion（APU）一样GPU与CPU完全集成进一块芯片上，而是GPU核心和CPU核心是分立于两块晶片，并封装于同一块印刷電路板上，两者之间用QPI总线互联。[5]因为这样的设计被AMD以及不少人和媒体组织戏称为“胶水集成”。集成有顯示核心的是代号Arrandale和Clarkdale的双核心处理器，显示核心为Intel HD Graphics 1000。
- 改进虚拟化的延时。[6]
- 新的虚拟化功能：“VMX无限制模式支持（VMX Unrestricted mode support）”，这允许16位元應用程式在这些处理器上运行（即使是实模式或增强实模式）。
- 支持1GB的“大标签页”（Huge Pages）。

## 继任微架构
Intel遵循Tick-Tock策略，于2011年第一季度发布了Intel Sandy Bridge微架构，正式取代Intel Nehalem微架构以及其制程改进版Intel Westmere微架构。